# Isopterygium undulatum
Isopterygium undulatum là một loài Rêu trong họ Hypnaceae. Loài này được Dixon & P. de la Varde mô tả khoa học đầu tiên năm 1928.